# Convención Nacional Liberacionista de 2025
La Convención Nacional Liberacionista de 2025 fue el proceso de selección primaria mediante la cual los partidarios del Partido Liberación Nacional, primera fuerza de oposición en Costa Rica, seleccionaron a su candidato presidencial para las elecciones generales de 2026, resultando ganador el economista y expresidente ejecutivo de la Caja Costarricense de Seguro Social, Álvaro Ramos Chaves.

## Antecedentes
José María Figueres Olsen, ganador de la Convención Nacional Liberacionista de 2021 y por tanto candidato ante las elecciones presidenciales de 2022, le contrajo al partido la tercera derrota consecutiva. Aunque el candidato ganó la primera ronda con el 27% de los votos, perdió la segunda vuelta contra el candidato Rodrigo Chaves Robles del Partido Progreso Social Democrático.

## Candidaturas
La siguiente lista incluye las personas que se postularon a la precandidatura presidencial por el Partido Liberación Nacional. El número total de candidatos fue de 5. 
| Nombre | Nombre                   | Nacimiento                                            | Experiencia | Provincia de residencia | Ref.  |
| ------ | ------------------------ | ----------------------------------------------------- | --- | ----------------------- | ----- |
|        | Carolina Delgado Ramírez | 12 de diciembre de 1970 (54 años) Catedral, San José  | - Diputada por la Provincia de San José (2012-2014) y (2022-presente). - Presidenta Nacional del Movimiento de Mujeres del Partido Liberación Nacional (2013- presente). | San José                | [ 2 ] |
|        | Álvaro Ramos Chaves      | 6 de diciembre de 1983 (41 años) Catedral, San José   | - Presidente Ejecutivo de la Caja Costarricense de Seguro Social (2022). - Superintendente de Pensiones (2015-2020). - Viceministro de Hacienda (2012-2014). | San José                | [ 3 ] |
|        | Gilbert Jiménez Siles    | 12 de mayo de 1968 (57 años) San Miguel, Desamparados | - Diputado por la provincia de San José (2022-presente). - Alcalde de Desamparados (2016-2022). | San José                | [ 4 ] |
|        | Marvin Taylor Dormond    | 13 de agosto de 1956 (69 años) Limón, Limón           | - Director general de la Unidad de Resolución de Quejas, Evaluación e Integridad de Banco Asiático de Inversión en Infraestructura (2023-2024). - Director general del Departamento de Evaluación Independiente del Banco Asiático de Desarrollo (2016-2021). - Viceministro de Hacienda (1998-2002). | San José                | [ 5 ] |

### Candidaturas retiradas
La siguiente lista incluye las personas que suspendieron sus campañas o que expresaron públicamente su interés en postularse a la precandidatura presidencial por el Partido Liberación Nacional, pero se retiraron del intento posteriormente.
| Nombre                     | Nacimiento                                           | Experiencia | Inicio de campaña | Fin de campaña        | Provincia de residencia | Ref.  |
| -------------------------- | ---------------------------------------------------- | --- | ----------------- | --------------------- | ----------------------- | ----- |
| Enrique Castillo Barrantes | 27 de agosto de 1945 (79 años) Carmen, San José      | - Ministro de Relaciones Exteriores y Culto (2011-2014). - Ministro de Justicia y Paz (1994-1998).                | -                 | 4 de febrero del 2025 | San José                | [ 7 ] |
| Viviam Quesada Rodríguez   | 21 de setiembre de 1961 (63 años) Catedral, San José | - Candidata a la Vicepresidencia de la República por el Partido Movimiento Libertario (2018). - Asesora Política. | -                 | 25 de enero del 2025  | San José                | [ 8 ] |
| Osvaldo Villalobos Camacho | 12 de setiembre de 1944 (80 años) La Unión, Cartago  | - Empresario. | -                 | 20 de enero del 2025  | San José                | [ 8 ] |

### Candidaturas descartadas
Las siguientes personas fueron objeto de especulaciones sobre su posible candidatura, pero negaron públicamente su interés en postularse o nunca se concretaron. 
- Rodrigo Arias Sánchez, diputado de la República, presidente de la Asamblea Legislativa y exministro de la Presidencia.
- Kevin Casas Zamora, exvicepresidente de la República.
- Silvia Hernández Sánchez, exdiputada de la República y expresidente de la Asamblea Legislativa.
- Gerardo Corrales Brenes, economista, banquero y empresario.
- Óscar Izquierdo Sandí, diputado de la República.
- Monserrat Ruiz Guevara, diputada de la República.
- Luis Fernando Mendoza Jiménez, diputado de la República.

## Resultados
| Precandidato presidencial | Precandidato presidencial | Votos         | Votos  |
| Precandidato presidencial | Precandidato presidencial | Votos totales | %      |
| ------------------------- | ------------------------- | ------------- | ------ |
|                           | Álvaro Ramos Chaves       | 82,998        | 77.92% |
|                           | Gilbert Jiménez Siles     | 10,506        | 9.86%  |
|                           | Carolina Delgado Ramírez  | 4,932         | 4.63%  |
|                           | Marvin Taylor Dormond     | 4,515         | 4.24%  |
| Votos válidos             | Votos válidos             | 104,393       | 98.00% |
| Votos en blanco           | Votos en blanco           | 1,442         | 1.35%  |
| Votos nulos               | Votos nulos               | 2,130         | 2.00%  |
| Votos totales             | Votos totales             | 106,523       | 100%   |